# Silas Daniel Satonho Satonho
Silas Daniel Satonho Satonho (Luanda, 14 gennaio 1990) è un calciatore angolano, centrocampista dell'Interclube.

## Carriera

### Club
Il 15 luglio 2016 viene acquistato a titolo definitivo dalla squadra albanese del Luftëtari.